# Acacia kauaiensis
Acacia kauaiensis é uma espécie de leguminosa do gênero Acacia, pertencente à família Fabaceae.